# Dark Water (2002)
Dark Water, (japanska 仄暗い水の底から, Honogurai Mizu no soko kara, i direkt översättning "Från botten av mörkt vatten") är en japansk skräckfilm från 2002 med regi av Hideo Nakata. Filmen bygger på novellen Floating Water av den japanske författaren Koji Suzuki. Dark Water hade premiär i Japan i januari 2002, och hade Sverigepremiär i april 2003. En amerikansk nyinspelning av filmen hade premiär 2005 med samma titel, regisserad av Walter Salles med Jennifer Connelly i huvudrollen.

## Handling
Filmen följer en frånskild mor som flyttar in i en nedgången lägenhet med sin dotter, där de strax råkar ut för övernaturliga händelser, och en mystisk vattenläcka från våningen ovan som de lyckas leda tillbaka till de tidigare hyresgästerna. 